# 113210 Petrfatka
113210 Petrfatka è un asteroide della fascia principale. Scoperto nel 2002, presenta un'orbita caratterizzata da un semiasse maggiore pari a 2,366209 UA e da un'eccentricità di 0,157507, inclinata di 9,180380° rispetto all'eclittica.